# Трудове (Хмельницький район)
Трудове́ (до 1966 — Індики) — село в Україні, у Заслучненській сільській громаді Хмельницького району Хмельницької області. Розташоване на лівому березі річки Бужок, лівої притоки Південного Бугу. Населення становить 77 осіб у 2020 році.

## Історія
Станом на 1886 рік в колишньому власницькому селі Шмирецької волості Старокостянтинівського повіту Волинської губернії, мешкало 438 осіб, налічувалось 65 дворових господарств, існувала православна церква, постоялий будинок, водяний й вітряний млини.
За переписом 1897 року кількість мешканців зросла до 603 осіб (296 чоловічої статі та 307 — жіночої), з яких 575 — православної віри.
22 червня 2023 року рішенням №230 Національної комісії зі стандартів державної мови віднесено до списку населених пунктів, які «можуть не відповідати лексичним нормам української мови», зокрема стосуватися «російської імперської чи колоніальної політики». Громаді рекомендовано обґрунтувати доцільність збереження поточної назви або запропонувати нову назву в установленому законодавством порядку.

## Відомі люди
- Кравець Василь Мусійович (1919—1998) — кандидат філософських наук, ректор Станіславського (Івано-Франківського) педагогічного інституту (1957—1967).